# Victor Wilhelm von Ferber
Victor Wilhelm Freiherr von Ferber (* 26. April 1809 in Dresden; † 11. Dezember 1897 in Ragewitz) war ein sächsischer Rittergutsbesitzer, Jurist und Politiker.

## Leben
Ferber entstammte einer 1745 geadelten und 1789 in den Reichsfreiherrenstand erhobenen Familie. Sein Vater war der kursächsische Geheime Finanzrat Friedrich Moritz Freiherr von Ferber und starb, als Victor Wilhelm ein halbes Jahr alt war. Im Alter von acht Jahren gab ihn seine Mutter Marie Henriette Victoria, Tochter des kursächsischen Kriegsrats Carl Victor August von von Broizem, in die Erziehungsanstalt von Carl Lang in der Wackerbartsruhe in Niederlößnitz. Von 1823 bis 1827 besuchte er die Landesschule St. Afra. Anschließend studierte Ferber an der Universität Leipzig die Rechtswissenschaften. Nach abgelegter Staatsprüfung war er als Auditor am Ober-Hofgericht tätig und wechselte dann an den Lehnhof Dresden.
Ferber war Rittergutsbesitzer auf Ragewitz und Grubnitz. Das Herrenhaus in Ragewitz ließ er 1851 bis 1856 neu erbauen. Er war ferner Friedensrichter, Leiter des Kassenwesens der Meißnischen Kreises und auch des Armenhauses zu Strehla.
Auf den Landtagen 1863/64 bis 1866/68 war Ferber Abgeordneter der Rittergutsbesitzer des Meißnischen Kreises in der II. Kammer des Sächsischen Landtags. Anschließend vertrat er auf den Landtagen 1871/73 bis 1891/92 die Rittergutsbesitzer des Meißnischen Kreises in der I. Landtagskammer.
Ferber war ab 1836 mit Rosalie Freiin von Pfister († 1868) verheiratet, einer Tochter des Freiherrn Georg von Pfister († 1846) auf Ragewitz. Er war Träger des Komturs II. Klasse des Albrechts-Ordens sowie Ritter I. Klasse des sächsischen Zivilverdienstordens.